# Erich Schmid (Künstler)
Erich Schmid (* 14. Oktober 1908 in Wien; † 30. Dezember 1984 in Paris) war ein österreichischer Maler und Grafiker. Er begann mit 22 Jahren zu malen und studierte 1930–1934 in Wien an der Hochschule für angewandte Kunst und an der Kunstgewerbeschule. 1938 musste Schmid wegen seiner jüdischen Herkunft vor den Nationalsozialisten fliehen; seine bis dahin entstandenen Arbeiten sind fast ausnahmslos verschollen. Es folgten acht Jahre Flucht und Verfolgung in Belgien und Frankreich. Vichy-Frankreich steckte ihn nacheinander in drei Internierungslager für „feindliche Ausländer“. Von 1946 bis zu seinem Tod lebte Schmid in einer ärmlichen Mansardenwohnung im 5. Pariser Arrondissement. Dort entstand sein heute bekanntes Œuvre vielfältiger Stadtansichten, Stillleben und Porträts. Die kunsthistorische Einordnung des Schmidschen Werkes ist nicht einfach: Nähe zum österreichischen Expressionismus der Zwischenkriegszeit, zum Abstrakten Expressionismus, zur Versöhnung von Abstraktion und Figuration, der Einfluss Kokoschkas und Kubins werden genannt, aber auch seine Eigenständigkeit betont. Sein Freund seit Jugendtagen, der Schriftsteller und Essayist Jean Améry, hat ihm mit seinem Roman-Essay Lefeu oder der Abbruch (1974) ein Denkmal gesetzt.

## Leben

### Österreich
Schmid entstammte einer wohlhabenden jüdischen Kaufmannsfamilie in Wien. Über seine Kindheit und Jugend ist nichts bekannt. Von 1925 bis 1930 absolvierte er ein Studium der Psychologie an der Universität Wien. Zur gleichen Zeit machte er eine Psychoanalyse bei Wilhelm Reich. Der Künstler interessierte sich für die psychologischen Methoden Sigmund Freuds, Carl Gustav Jungs und Alfred Adlers. 1929 begann Schmid zu malen. Von 1930 bis 1934 studierte er in Wien an der Hochschule für Angewandte Kunst und an der Kunstgewerbeschule. Der Künstler lebte außerdem zwei Jahre in Antwerpen und studierte an der dortigen Akademie. Er besuchte auch für kurze Zeit die Schule Reimann in Berlin. Zu seiner Ausbildung schrieb er: „Wir sind alle Freunde. Van Gogh, ‚der niemals ein Bild verkaufte‘, war unser Heiliger“.
Schmid verkehrte in den intellektuellen Kreisen seiner Heimatstadt, wo man „gegenüber den neuen Strömungen der Moderne des Wiens der Zwischenkriegszeit, der Malerei, der Kunst, der Philosophie und der Psychoanalyse“ aufgeschlossen war. Er hatte eine bemerkenswerte humanistische und wissenschaftliche Bildung und beherrschte drei Sprachen. In Wien begegnete der Künstler in den 30er Jahren Alfred Kubin und Hans Böhler. Zwischen 1931 und 1934, als Oskar Kokoschka sich in Wien aufhielt, waren Schmid auch Begegnungen mit ihm und seinem Werk möglich. Kokoschka musste wegen der politischen Ereignisse in Deutschland und Österreich emigrieren. Die Nationalsozialisten diffamierten ihn als „entartet“. Der Künstler war Mitglied einer Exilorganisation. Auch Kubins Werke wurden während des Nationalsozialismus als „entartet“ bezeichnet und beschlagnahmt. Schmids fruchtbare Begegnungen und lehrreiche Auseinandersetzungen mit diesen Künstlern und sein Leben als „junger, aufstrebender Maler“ fand mit dem „Anschluss Österreichs“ am 13. März 1938 ein jähes Ende.
Wie sein Freund seit Jugendtagen, Hans Maier, der spätere Essayist und Schriftsteller Jean Améry, emigrierte Schmid, diesem nachfolgend, 1938 aus Wien nach Belgien. Seine Eltern und ein jüngerer Bruder wurden nach Auschwitz deportiert, die Schwester konnte 1938 nach England fliehen. Vom Schicksal seiner Familie erfuhr er erst 1945. Nach seiner Flucht aus Österreich besuchte er das Land nie wieder. Schmids Leben und Wesen wurde durch das „Trauma der Vertreibung und Ermordung der Familie“ belastet.

### Exil

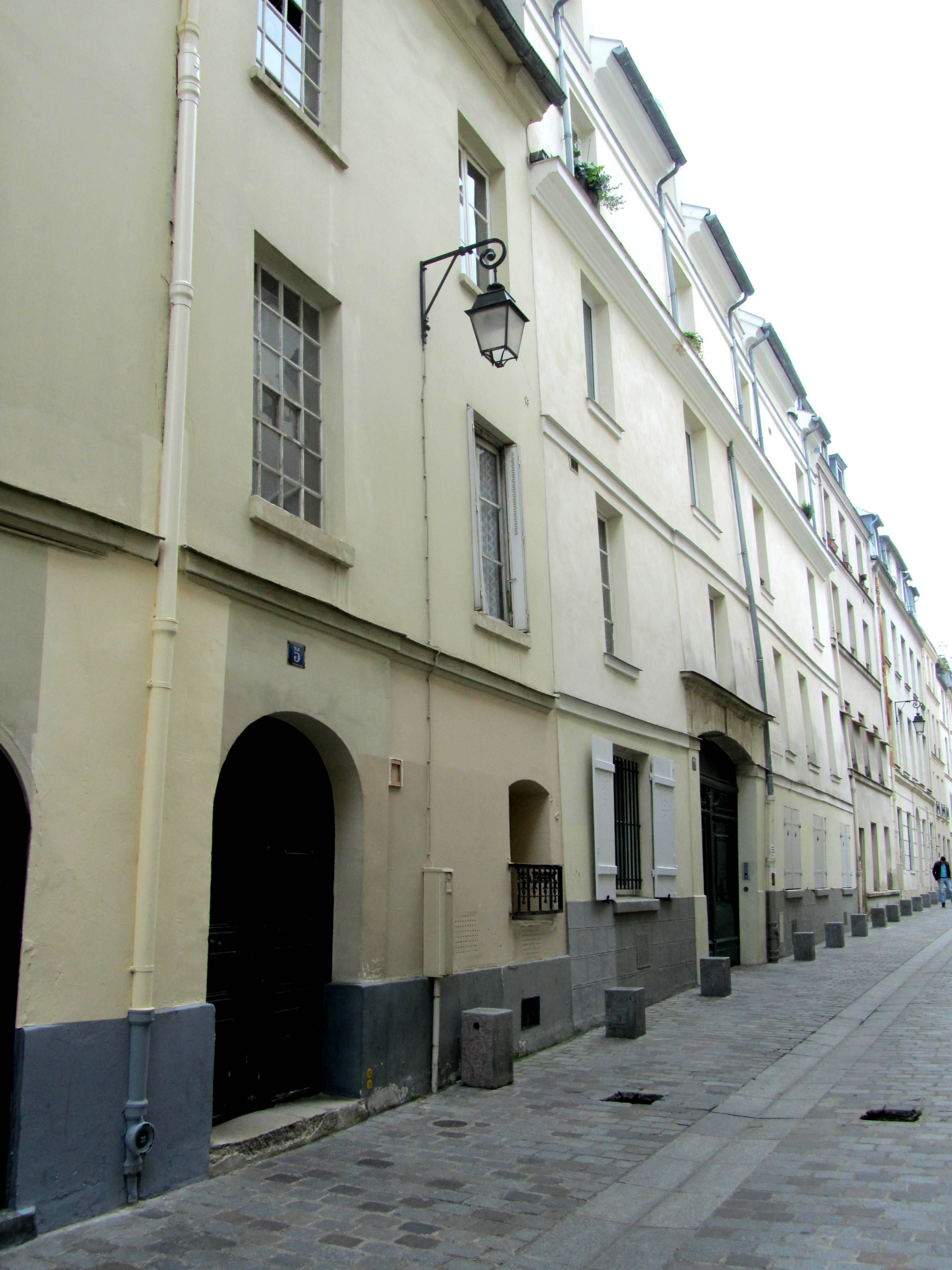
Das Haus Rue Rollin no. 5 in Paris, in dem Erich Schmid wohnte (April 2014)

In Belgien traf er Hans Maier wieder. Der Künstler ließ sich erst in Antwerpen und dann in Brüssel nieder. Auf seiner Flucht von dort nach Frankreich wurde er 1940 in Paris inhaftiert, weil er als „Feindlicher Ausländer“ galt. Ihm drohte die Deportation in ein deutsches Konzentrationslager. Man internierte ihn in drei französischen Internierungslagern in Südfrankreich (Gurs, St. Cyprien, Rivesaltes). Im Ausländerlager Gurs traf er Maier erneut. 1943 konnte Schmid aus dem Lager Rivesaltes flüchten. In den folgenden Jahren änderte er notgedrungen oft seinen Aufenthaltsort und versteckte sich zumeist in Südostfrankreich im Untergrund. Zwei Jahre führte er das Leben eines Clochards, lebte im Freien und verdiente seinen Unterhalt durch Gelegenheitsarbeiten, und wenn sich die Möglichkeit ergab, arbeitete er auf Bauernhöfen. Wenige Monate vor dem Ende des Krieges schloss sich Schmid 1944–1945 der französischen Résistance an. Er nahm an der Befreiung Lyons teil. Nach der Befreiung Frankreichs wurde Schmid von der regulären Armee und 1945 von der französischen Fremdenlegion übernommen. In dieser Zeit kämpfte er auch in Italien. Da er deutsch sprach, zog man ihn zu Befragungen von deutschen Kriegsgefangenen heran. Später sagte er darüber: „Keine schöne Arbeit [...] Es ist besser, nicht davon zu sprechen ...“ Schmid kehrte 1946 mittellos nach Paris zurück.
Endstation seiner Flucht war ein Wohnheim für jüdische Flüchtlinge im 5. Pariser Arrondissement, Rue Rollin no. 5. Wegen seiner Mittellosigkeit erhielt er dort Kost und Quartier und musste sich dafür im Gegenzug um die Hausgemeinschaft kümmern. Durch diese Tätigkeit als „Concierge“ verdiente er sich in den ersten Jahren sein Wohnrecht. Nach einigen Jahren bekam der Künstler einen Mietvertrag und auch weiter das Wohnrecht. In den ersten Nachkriegsjahren traf er sich mit anderen Exilanten in Künstlercafés. Dort lernte er auch die Malerin Erika Friedmann kennen, Überlebende eines Konzentrationslagers, die 1947 zu ihm in die kleine Mansardenwohnung in der Rue Rollin zog. Sie starb 1954 nach schwerer Krankheit. Generell zog er jedoch die Einsamkeit des Ateliers den Cafés und Künstlerfeiern vor. Trotzdem wurde er 1951 Freimaurer in der Pariser Loge Goethe der Grande Loge de France. Nur mit seinem Freund aus den Wiener Jahren, Hans Maier, verband ihn mehr. Gegenseitige Besuche zwischen Paris und Brüssel, wo sich Hans Maier nach 1945 eine neue schriftstellerische Existenz – ab 1955 als Jean Améry – aufgebaut hatte, ein umfangreicher Briefwechsel sowie Amérys Roman-Essay Lefeu oder der Abbruch (1974), in dem der „unbekannte Maler E.S.“ der Protagonist ist, lassen sogar auf eine „sehr enge Verbindung“ schließen.

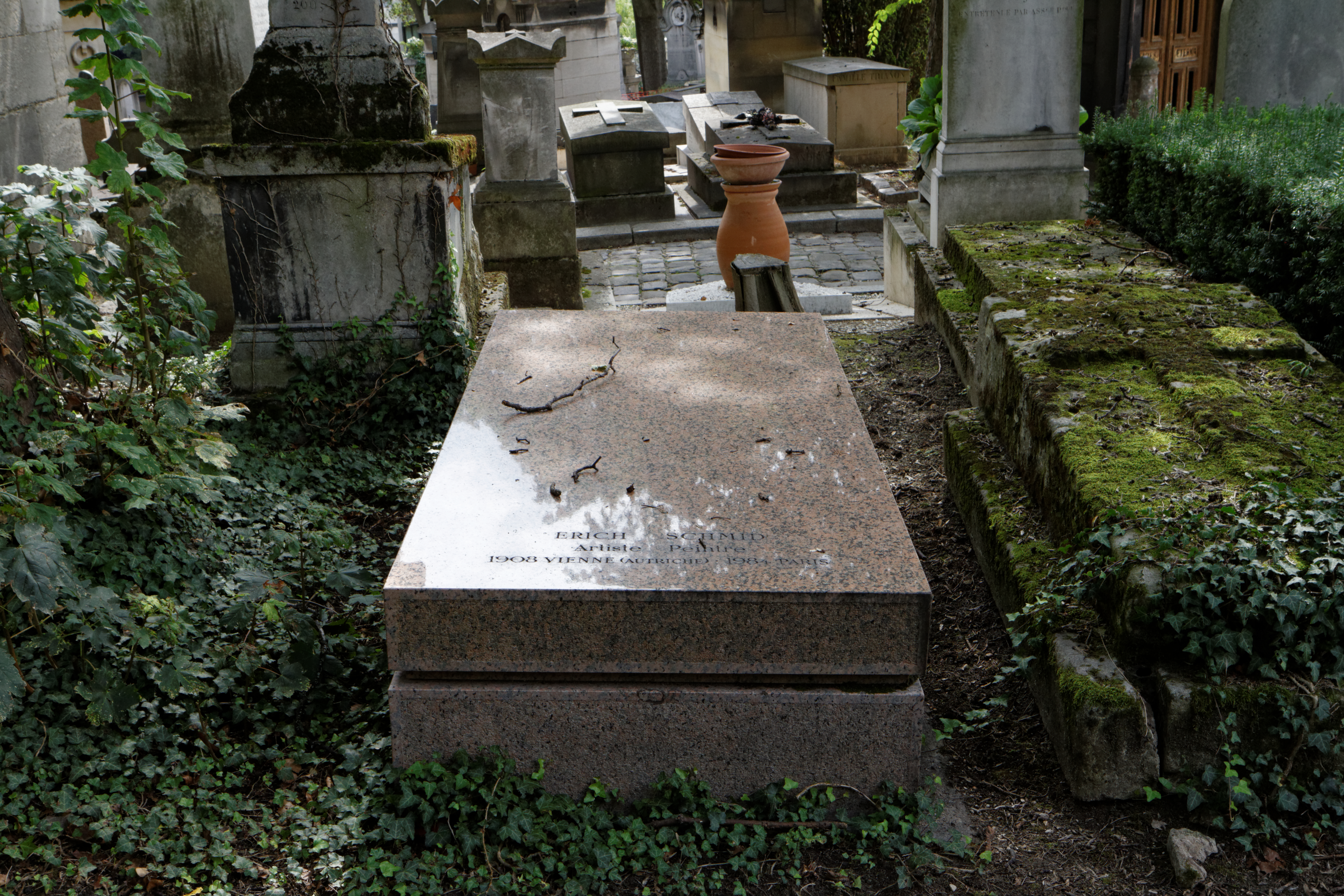
Grab auf dem Friedhof Père-Lachaise

Über die Lebensumstände Schmids, seine Einstellungen zur Kunst und zum Kunstbetrieb gibt Améry in der Wiedergabe eines Gesprächs mit ihm Auskunft:
„Wir sprechen von seiner Arbeit. Ob er ausstelle? Gewiß, dann und wann […] Ob er sonst verkaufe? Ach ja, gelegentlich. […] Ob denn er, E.S., seinerseits nichts unternehme, um zu verkaufen? […] Er sei kein junger Maler mehr, er könne doch nicht, wie er sagt, ‚mit der Mappe in der Hand, bescheidentlich von Händler zu Händler …‘ nein, das komme wohl nicht in Frage. Er könne nichts tun, als arbeiten und warten. […] was er denn verdiene? Eine Ziffer wird genannt, die wir nicht wiedergeben wollen. […] davon kann ein Mensch nicht leben!
Aber gewiss, er lebe, wie wir sehen können! Es sei freilich kein fröhliches Leben. Und geheimnisvoll: Es sei ein Mönchsleben. Die Künstler dieser Zeit, die keine soziale Funktion hätten (und wirtschaftliche nur dann, wenn man sie marktmäßig ‚gemacht‘ habe), seien die Mönche unserer Zeit. Sie erfüllten als einzige das dreifache Gelübde: Armut, das versteht sich von selbst, Keuschheit gegenüber den Lockungen der Welt, Gehorsam vor dem künstlerischen Gesetz!“
Am 30. Dezember 1984 starb der Künstler einsam in Paris, nachdem auch seine zweite Lebensgefährtin, Gail Singer, ein Jahr zuvor verstorben war. Er ist dort auf dem Friedhof Père-Lachaise begraben.

## Werk

### Gegenständlichkeit und Abstraktion
Erich Schmid hat vor seiner Emigration 1938 eine Anzahl von Werken geschaffen, die jedoch fast alle verschollen sind. Nur einige Bilder sandte er an seine Schwester, die in England in der Emigration lebte. Es ist auch wahrscheinlich, dass viele Bilder bei der Besetzung der elterlichen Wohnung durch die Nationalsozialisten zerstört wurden. Vor seinem Exil beteiligte er sich bis zum „Anschluss“ Österreichs noch an Ausstellungen in der Wiener Secession. Nach dem Zweiten Weltkrieg fand ein Kulturkampf um den richtigen Weg der Moderne statt, bei dem Gegenständlichkeit und Abstraktion einander gegenübergestellt wurden. Jean Améry schrieb zu dieser Problematik: „Die Gunst der Stunde, die Gunst der Mode gehörte den Abstrakten“. Von den Nationalsozialisten war die Moderne als „entartet“ bezeichnet und verboten worden. In der Zeit nach seiner Emigration 1938 und seiner endlichen Zuflucht in Paris nach dem Krieg war es Schmid vermutlich nicht möglich, künstlerisch zu arbeiten. Deshalb war er auch nach dem Krieg von seiner gegenständlichen Malerei geprägt. So musste Schmid, wie andere Künstler auch, die internationale Kunstentwicklung der Zeit vor 1945 nachholen. „War er zum ‚Gestrigen‘ geworden, nachdem er kaum ein ‚Heutiger‘ gewesen war?“, fragte Jean Améry.
Vor dem Zweiten Weltkrieg wurde Schmids Kunst vom Bürgertum als zu ausgefallen beurteilt. Nach dem Krieg löste er sich meist nicht vom Gegenständlichen. In den 50er und 60er Jahren näherte der Künstler sich jedoch der Abstraktion – „... nicht zuletzt deshalb, wie er sagt, weil ihn innere und äußere Not in die Flucht vor der Realität drängten. Dann kam ihm plötzlich die Ungangbarkeit dieses Weges für ihn selbst zu Bewußtsein.“
„In der Folge habe ich sehr bewußt meine ursprünglich formalistische Tendenz, zuvor heftig abgelehnt, in meine Malerei zurückkehren lassen, aber gleichsam über die Hintertreppe. Sie beschäftigt sich nur mit der Komposition der Formen und der Anordnung der Farben. Ein sekundärer Prozeß setzt sie mit der äußeren Welt in Verbindung. Daher denke ich, daß meine Arbeit ein Werk der Versöhnung darstellt, und ich glaube, daß meine besten Bilder ein Gefühl vermitteln, das man ‚Freude innerhalb der Trübsal‘ (la joie dans l’adversité) nennen kann.“
Schmid versöhnte sich mit beiden Kunstrichtungen; bei ihm gehen sie ineinander über. Er gehört zu den Künstlern, die erst in den 80er Jahren vom „Vertrieben- und Vergessensein“ befreit wurden. Leider erfuhr er keine über Fach- und Freundeskreise hinausgehende Anerkennung mehr. Fachkreise anerkannten den Künstler u. a. in einem Katalogbeitrag der Pariser Galerie Kriegel von 1972. Dort heißt es: „... if Kafka had been a painter, his name would have been Erich Schmid.“ Seine künstlerische Qualität wurde im Wesentlichen erst posthum erkannt.

### Kunsthistorische Einordnung
Erich Schmid hatte ein abgeschlossenes Studium der Malerei, als er 1938 ins Exil gehen musste. An Kokoschka, den damals bekanntesten österreichischen Maler und großem Vorbild für junge Kunstschaffende, sowie Kubin, der für Schmid ebenfalls von großer Bedeutung war (seine schemenhaften Figuren sind von Kubin beeinflusst), hatte Schmid einige seiner Arbeiten gesandt und aufmunternde Briefe zurückerhalten. Sie riefen ihn zur Beteiligung an weiteren Ausstellungen auf. Viele Bilder von Schmid sehen aus wie geschrieben. Hier kann man einen Bezug zum Abstrakten Expressionismus feststellen. So sind die Straßenfluchten in den Stadtbildern von „einem Gespinst an Farbtupfen und -strichen überzogen“. Dies erinnert an Jackson Pollock, der durch die von ihm entwickelte Stilrichtung des Action Painting bekannt wurde. Dabei bildeten sich Strukturen und Rhythmen. Durch seine spätere amerikanische Lebensgefährtin Gail Singer, die selbst Künstlerin war, kann Schmid den Abstrakten Expressionismus kennengelernt haben. Von Einfluss war vermutlich auch, dass sie Mitglied der Künstlervereinigung CoBrA war. (Die CoBrA war eine Künstlervereinigung, deren Hauptphase von 1948 bis 1951 dauerte. Ihre Stilrichtungen waren sehr vielfältig. Sie liegen zwischen Surrealismus, Abstraktion und Figuration. Die Gruppe setzte sich auch mit der Konfrontation von Figuration und Abstraktion auseinander.)
Seine eigene Stellung zur Kunst formulierte Schmid – bezogen noch auf die frühe Wiener Zeit – so: „Um weiterzukommen und zu überleben, braucht es eine Illusion […] Wir nannten uns Expressionisten, Kubisten oder Futuristen, ohne von diesen Strömungen auch nur irgendetwas zu verstehen.“ Die Nähe zu diesen Stilen wird an seiner Bildschrift und den Themen sichtbar. Den Bezug zum Futurismus, u. a. die Darstellung der Großstadt, kann man an seinem bewegten Pinselduktus ablesen. In den Stadtbildern kommt auch die Schnelligkeit der Zeit zum Ausdruck. Eine wichtige Rolle in seiner Kunst spielte der österreichische Expressionismus der Zwischenkriegszeit. Schmid steht mit der Wahl der Sujets und der „Intimität“ seiner Bilder dieser Kunstrichtung nahe. Seine Werke scheinen einer „anderen“ Welt anzugehören. Weiterhin setzte sich der Künstler mit dem französischen Impressionismus auseinander. Dies wird besonders an seinen Stadtbildern deutlich. Er ist jedoch nicht als Epigone dieser Stilrichtungen zu bezeichnen, sondern bewahrt seine Eigenständigkeit.

### Werke (Auswahl)
Porträts
Sein Selbstporträt von 1954 zeigt einen melancholischen Menschen. Die Augen nehmen keinen Kontakt mit dem Betrachter auf. Hier wird auch die Einsamkeit des Künstlers zum Ausdruck gebracht. Dieses Gemälde zeigt eine gewisse Nähe zu den psychologischen Porträts von Kokoschka. Ein weiteres Selbstporträt, der Unglücksvogel von 1956, eine der zentralen Selbstaussagen Schmids, zeigt in seiner dunklen Stimmung den Einfluss von Kubin. Améry äußerte zu diesem Gemälde:
„L’oiseau de malheur. Ein tatsächlich ins Metaphysische transformiertes Selbstporträt. […] Es ist alles in allem ein bedauernswertes Federvieh […] So fliegt es […] durch ein zerstörtes und nachts von Flammen erleuchtetes Paris. Pocht an ein Fenster: […] ich kann für heute wohl bei Ihnen nächtigen? Werde nicht stören […] Sie geben mir Obdach? Ich bin mit allem einverstanden, kauere mich irgendwo hin […] die Papiere sind in Ordnung, wenn auch ziemlich zerzaust und schmutzig […] ein jeder Polizist muss ihre Gültigkeit anerkennen. […] Die schlechten Stunden waren vielleicht schon vorgezeichnet, […] denn er ist ein deutscher Vogel […]. Oder das Vieh flatterte in voller existentieller Freiheit, dem selbstentworfenen Projekt folgend, […] dem Unglück zu […].“
- Selbstporträt, 1954, Öl auf Leinwand
- Der Unglücksvogel, 1956, Öl auf Leinwand
- Clown, 1975, Wachsmalkreide auf Papier
- Dame mit Hündchen, 1983, Wachsmalkreide auf Papier

Stadtbilder
Schmid schuf Gemälde von Paris und anderen Städten. Sie sind undeutlich und verwischt, „nahe an der Grenze der Ungegenständlichkeit“. Die Städte wirken unbewohnt. In ihnen sind nur in einzelnen Beispielen schemenhafte Figuren zu sehen. Die Heimatlosigkeit wird in Schmids Bildern deutlich. Der Künstler kommentierte 1975 das Kunstschaffen des Malers Michel Aubert in Worten, die für ihn selbst gelten können, wie Matthias Boeckl meint: Aubert schaffe, sagt Schmid, „… alltägliche Sujets ... zu einem sehr weit abstrahierten, locker-organischen Strichgewirr.“ Er gehöre „zur Familie jener, die mit dem Pinsel schreiben.“
- Hafen, 1958, Öl auf Leinwand
- Paris, 1959, Öl auf Leinwand
- Die Fahnen, 1960, Öl auf Leinwand
- Kirche, 1962, Öl auf Leinwand
- Die Stadt, 1965, Öl auf Leinwand
- Der Aufstand, 1970, Öl auf Leinwand
- La Grande Place, Brüssel, 1967, Öl auf Leinwand
- Nocturne, 1973, Öl auf Leinwand
- Unbelebter Platz, 1973, Öl auf Leinwand
- Nächtliche Szene, o. J., Öl auf Leinwand
- Nachtschwärmer, 1982, Öl auf Leinwand
- Straße im 15. Arrondissement, Paris, o. J., Öl auf Leinwand
- Paris, o. J., Öl auf Leinwand

Stillleben
Neben den Stadtansichten sind auch viele Stillleben entstanden. Schmid besuchte Fleischhauereien, Märkte, Weinhandlungen und Blumengeschäfte und holte sich dort Anregungen für seine Stillleben. In diesen Werken findet sich die Stimmung seiner kleinen Mansardenwohnung wieder, die ohne jeden Komfort war. Hier warten ihre Objekte auf den Schaffenden. Er ist mit diesen allein. Sie weisen auch auf die Einsamkeit des Künstlers hin.
- Stillleben mit Leinwand und Kerze, 1956, Öl auf Holz
- Sardinen, 1975, Öl auf Leinwand

## Ausstellungen (Auswahl)
- 1935–1937: Ausstellungsbeteiligungen in der Wiener Secession, Wien
- 1951: Galerie Micheline Grandier, Paris
- 1961: Galerie Art Vivant, Paris
- 1963: Galerie Saint-Georges, Lyon
- 1964: Esperanto Gallery, New York
- 1965: Mendel Art Center, Saskatoon, Kanada
- 1965: Galerie Saint-Georges, Lyon
- 1970: Galerie Le Creuset, Brüssel
- 1970/1971: Galerie La Drille, Toulouse
- 1975: Galerie Kriegel, Paris
- 1978: Galerie Nathalie Norrabat, Paris
- 1978: Granges de Servette, Douvaine
- 1980: Galerie Le Roi des Aulnes, Paris
- 1982/83: Ausstellung Jean Améry. Unterwegs nach Oudenaarde, Schiller-Nationalmuseum Marbach mit Werken Erich Schmids
- 1983: Galerie Saint-Georges und Galerie K, Lyon
- 1984: Galerie Claude Hemery, Paris
- 2002: Kunsthandel Widder, Wien

Ausstellungsbeteiligungen bei diversen Salons in Frankreich und Österreich (Auswahl)
- 1985: 58e Salon du Sud-Est, Rétrospective Erich Schmid mit 15 Gemälden
- Internationale Kunst- und Antiquitätenmesse Palais Ferstel-Harrach, Wien
- 2002: Sonderausstellung Erich Schmid